# NK Nova Bila
NK Nova Bila je bosanskohercegovački nogometni klub iz Nove Bile.

## Povijest
Početkom 1950-ih osnovan je prvi nogometni klub u Novoj Biloj pod nazivom Drvodjelac. Drvodjelac je odigrao samo nekoliko prijateljskih utakmica s momčadima iz susjednih mjesta. Kasnije, 1970. godine u Novoj Biloj se osniva NK Sebešić koji je igrao u Međuzonskoj ligi Zenica. Sebešić prelazi igrati u Travnik, a kasnije se ujedinjuje s NK Vlašić Turbe.
Krajem 1970-ih hrvatska mladež i nogometni zaljubljenici pokreću incijativu za osnivanjem nogometnog kluba. Godine 1978. održana je osnivačka skupština na kojoj klub dobiva ime Drvodjelac. Iste godine Drvodjelac se uključuje u natjecanje Grupne lige Zenica. Prva nogometnu utakmicu na svom igralištu Kraj Lašve u Novoj Biloj odigrali su 9. rujna 1979. godine protiv Progresa iz Rankovića.
Tijekom 1990-ih nastupaju u Prvoj ligi Herceg-Bosne pod imenom NK Nobil Nova Bila. U sezoni 1994./95. osvajaju 8. mjesto u skupini Srednja Bosna, a 1995./96. završavaju na 7. mjestu. Od sezone 1996./97. nastupaju u Drugoj ligi Herceg-Bosne.
Od sezone 2018./19. ponovno imaju aktivnu seniorsku momčad koja se počinje natjecati u 2. županijskoj ligi ŽSB.  Zbog reorganizacije natjecanja u sezoni 2020./21. igraju u 1. županijskoj ligi.
Imaju aktivne mlađe uzrasne kategorije.